# Maximiliano Prudenzano
Maximiliano Daniel Prudenzano (ur. 31 marca 1991) – argentyński zapaśnik walczący w stylu klasycznym. Zajął 27 miejsce na mistrzostwach świata w 2011 i 2014. Piąty na igrzyskach panamerykańskich w 2015. Zdobył cztery medale na mistrzostwach panamerykańskich, srebrny w 2016 i brązowe w 2012, 2014 i 2015. Mistrz Ameryki Południowej w 2014 roku.